# 伯尼·麥克
伯納德·杰弗瑞·麥卡羅（英語：Bernard Jeffrey McCullough，1957年10月5日—2008年8月9日），是一位美國演員和喜劇演員，他的藝名伯尼·麥克（英語：Bernie Mac）更為人所知。伯尼·麥克在芝加哥南區出生和長大，作為單口喜劇演員廣受歡迎。他較為著名的電影演出為在《瞞天過海》中飾演弗蘭克·凱頓，以及於《安打先生》中飾演主角史坦·羅斯。 2001到2006年，他主演了以自己命名的電視情景喜劇《伯尼·麥克秀》，因此兩度獲得了艾美獎喜劇類最佳男主角提名。2008年8月9日清晨，麥克因肺炎併發症於芝加哥一所醫院病逝，終年50歲。

## 外部連結
- 伯尼·麥克在互联网电影资料库（IMDb）上的資料（英文）
- 在AllMovie上伯尼·麥克的頁面（英文）
- 在Find a Grave上的伯尼·麥克
- Bernie Mac （页面存档备份，存于） at Emmys.com
- 伯尼·麥克基金會 （页面存档备份，存于）